# ناحیه کروکد کریک، شهرستان کامبرلند، ایلینوی
ناحیه کروکد کریک (به انگلیسی: Crooked Creek Township) یک منطقهٔ مسکونی در ایالات متحده آمریکا است که در شهرستان کومبرلند، ایلینوی واقع شده‌است. ناحیه کروکد کریک ۱۸۵ متر بالاتر از سطح دریا واقع شده‌است.